# Gastrophora henricaria
Gastrophora henricaria là một loài bướm đêm thuộc họ Geometridae. Nó là loài đặc hữu của Úc, chi tiết hơn đó là góc đông nam.
Sải cánh dài khoảng 50 mm.
Ấu trùng ăn các loài Eucalyptus và Lophostemon confertus.

## Hình ảnh

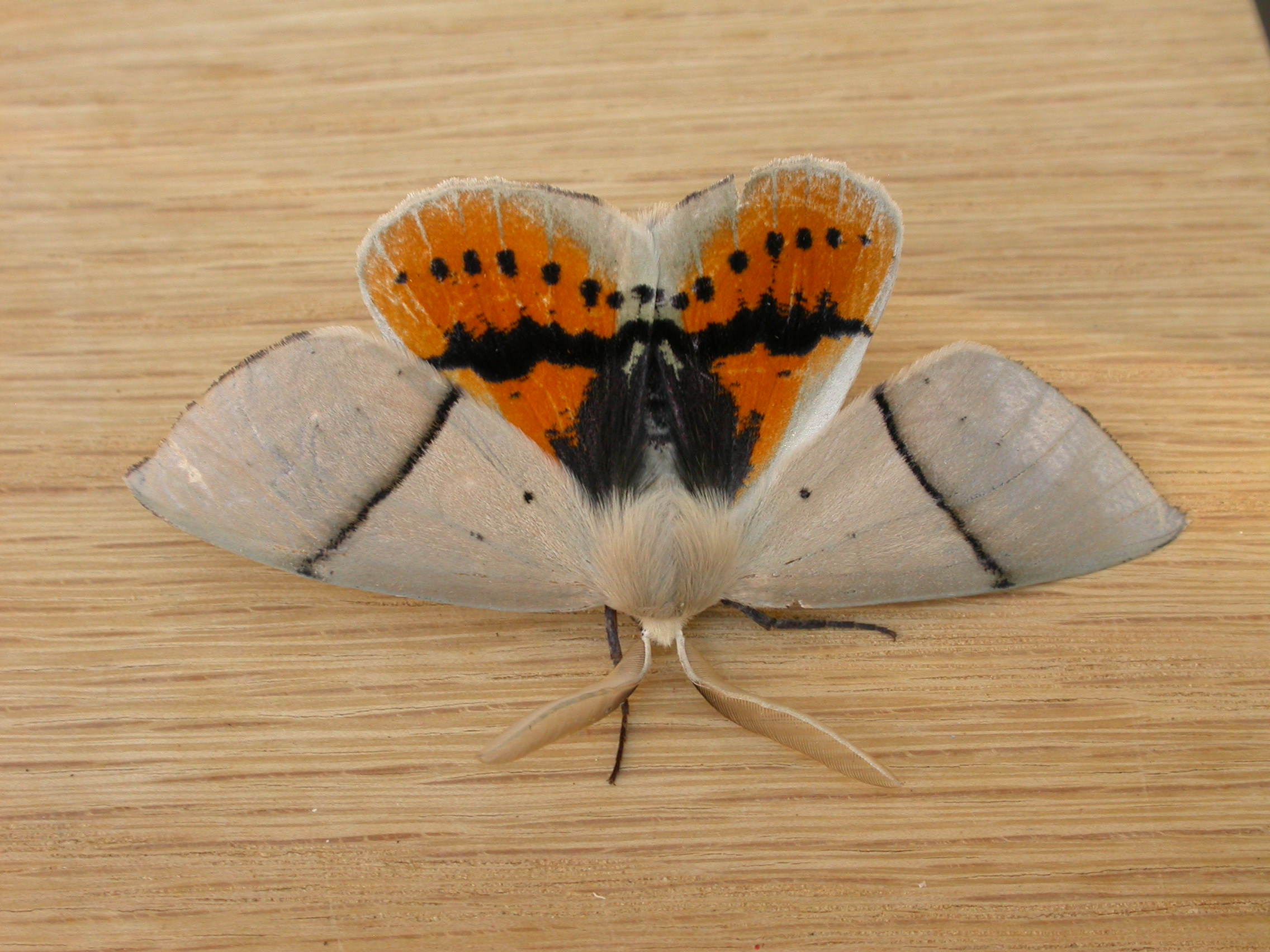
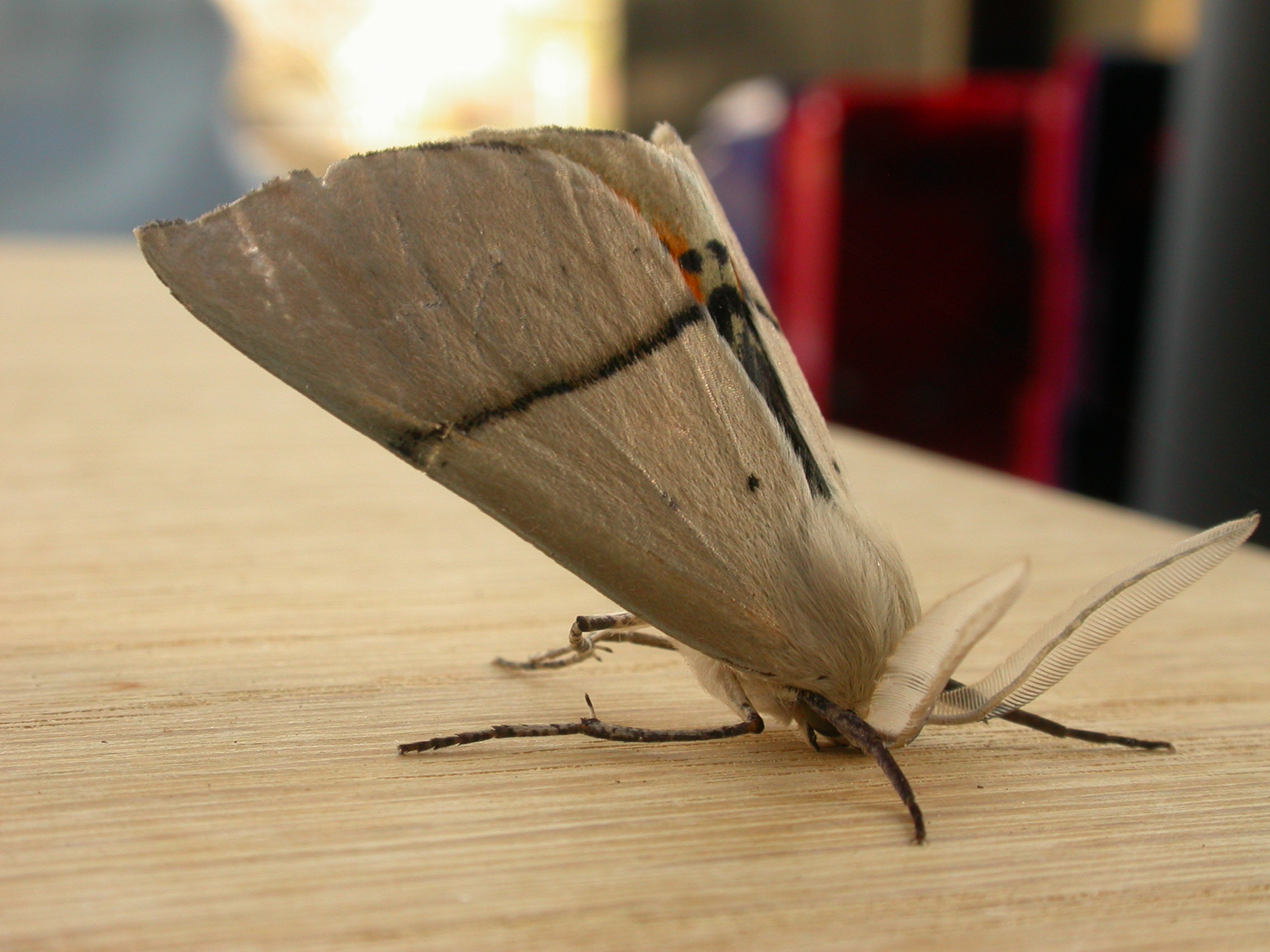
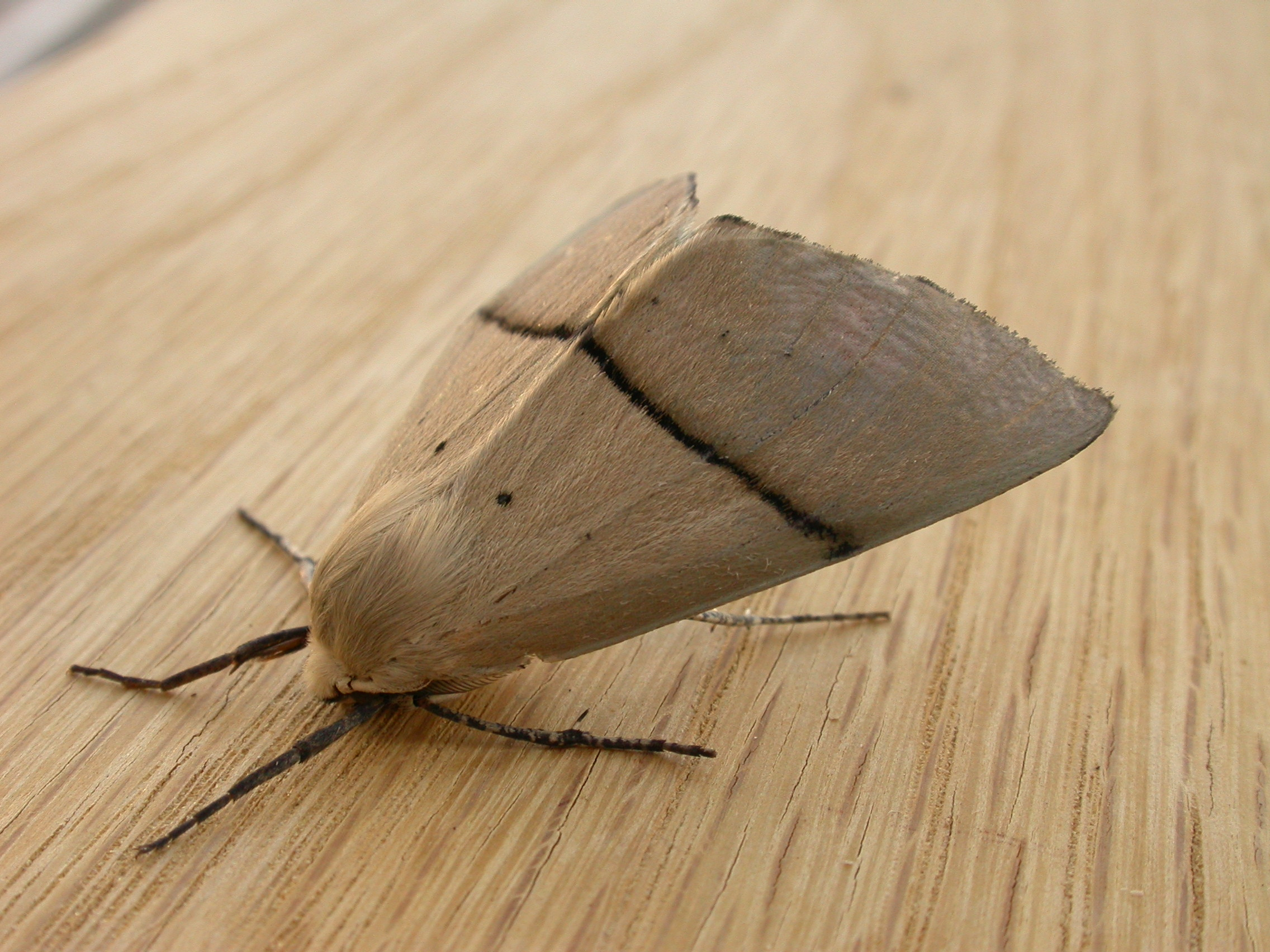
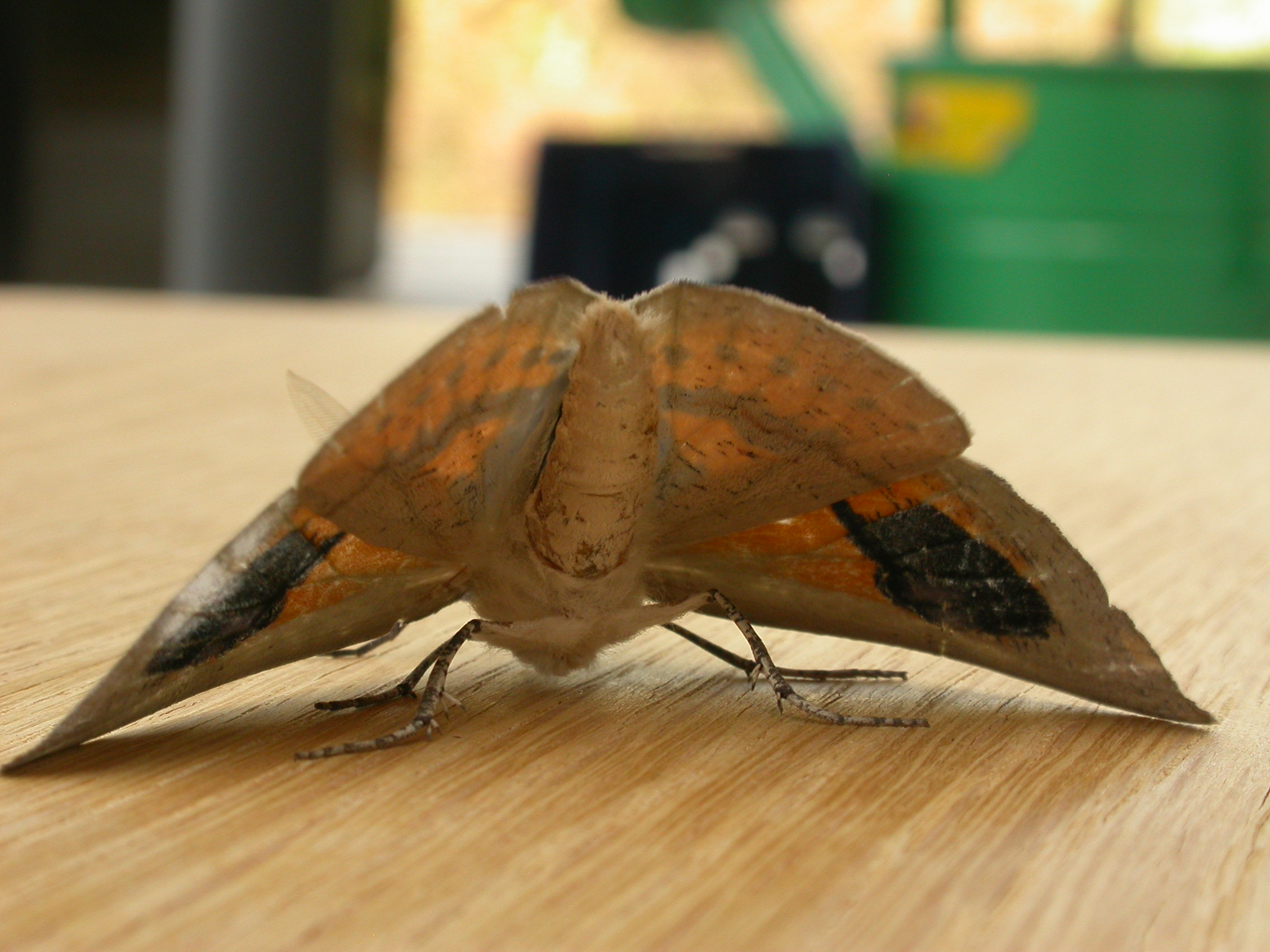